# Onthophagus atropolitus
Onthophagus atropolitus là một loài bọ cánh cứng trong họ Bọ hung (Scarabaeidae).